# FK Leotar Trebinje
FK Leotar je nogometni klub iz Trebinja, koji se trenutačno natječe u Prvoj ligi Republike Srpske.
Nastupaju u plavo-bijelim dresovima na stadionu Police.
Nazvan je prema planini Leotaru.

## Povijest
Klub je osnovan 1925. Za vrijeme Jugoslavije natjecao se u Drugoj saveznoj ligi. Najveći uspjeh mu je osvajanje Premijer lige u sezoni 2002./03. 
Kao posljednjeplasirana momčad u sezoni 2013./14. ispadaju iz Premijer lige nakon odigranih 12 sezona. Leotar se 2021. vratio u Premijer ligu BiH nakon odustajanja Krupe od natjecanja.

## Poznati treneri
- Boris Bračulj
- Branislav Krunić

## Uspjesi
- Premijer liga BiH
  - Prvak (1): 2002./03.
- Prva nogometna liga Republike Srpske
  - Prvak (1): 2001./02.
- Nogometni kup Republike Srpske
  - Osvajač (3): 2001./02., 2003./04., 2020./21.

## Vanjske poveznice
- Službena web-stranica
- Arhivirana web-stranica